# Олешниці в Орліцкіх горах
Олешниці в Орліцкіх горах (нім. Ґіссгібель пол. Olesznice w Górach Orlickich) — прикордонне село в Чехії, у Краловоградецькім краї.
Олешниці в Орліцкіх горах розташоване в гірській місцевості біля кордону з Польщею на височині 560—850 метрів над рівнем моря. Перша писемна згадка про місцевість — 11 червня 1354 року, знаходиться в архіві празького замку. Міські права надав Олешніце в 1607 році цезар Рудольф II Габсбург.